# Ana Paula Arósio
Ana Paula Arósio (San Paolo, 16 luglio 1975) è un'ex modella e attrice brasiliana di cinema, teatro e televisione. Di origini italiane, è diventata famosa in Europa per la telenovela a sfondo storico Terra nostra, nel ruolo di Giuliana Splendore.

## Biografia
Bisnipote di immigrati italiani, ha lavorato nel suo primo film appena sedicenne, salvo poi sfilare da modella per qualche anno: in seguito sarà scelta da Rede Globo, l'emittente maggiore del Brasile, per ruoli in telenovela e miniserie.
La sua popolarità è arrivata anche in Italia nel 2001 grazie ad un accordo tra Mediaset e Rete Globo, con la telenovela Terra nostra, nel ruolo dell'immigrata italiana Giuliana Splendore. Ha recitato anche nella serie Terra nostra 2 - La speranza, nei panni di Camilla, una giovane brasiliana di fede e origine ebraiche, figlia di un commerciante di abiti e tessuti.

## Vita privata
Da ragazza è stata fidanzata con l'impresario Luiz Carlos Leonardo Tjurs, suicidatosi un mese prima della data fissata per le nozze. Questa tragedia ha profondamente segnato l'attrice. Dopo le brevi relazioni con i colleghi Marcos Palmeira e Tarcísio Filho e col regista Ricardo Waddington, ha sposato nel 2010 l'architetto Henrique Pinheiro, col quale vive dal 2015 nel Regno Unito. Da allora ha ridotto drasticamente l'attività artistica. La coppia fa vita molto appartata.

## Filmografia

### Cinema
- Per sempre, regia di Walter Hugo Khouri (1991)
- O Coronel e o Lobisomem, regia di Maurício Farias (2005)
- Celeste & Estrela, regia di Betse De Paula (2005)
- Como esquecer, regia di Malu De Martino (2010)
- Anita e Garibaldi, regia di Alberto Rondalli (2013)
- A floresta que se move, regia di Vinicius Coimbra (2015)

### Televisione
- Éramos Seis (1994), telenovela
- Razão de Viver (1996), telenovela
- Os ossos do barão (1997), telenovela
- Hilda Furacão (1998), miniserie televisiva
- Terra nostra (1999), telenovela
- Os maias (2001), miniserie televisiva
- Terra nostra 2 - La speranza (Esperança) (2002), telenovela
- Celebridade (2003), telenovela
- Um só coração (2004), miniserie televisiva
- Mad Maria (2005), miniserie televisiva
- Pagine di vita (Páginas da vida) (2006), telenovela
- Ciranda de Pedra (2008), telenovela
- Na Forma da Lei (2010), miniserie televisiva

## Teatro
- Casa de Bonecas, regia di Aderbal Freire Filho
- O Diário de Adão e Eva
- Batom, con Fúlvio Stefanini e Luis Gustavo
- Pérola, di Mauro Rasi

## Doppiatrici italiane
- Cristiana Rossi in Terra nostra, Terra nostra 2 - La speranza
- Luisa Ziliotto in Pagine di vita